# 1986年3月逝世人物列表
1986年逝世人物列表：1月 - 2月 - 3月 - 4月 - 5月 - 6月 - 7月 - 8月 - 9月 - 10月 - 11月 - 12月
1986年3月逝世人物列表，是用于汇总1986年3月期间逝世人物的列表。

## 依日期排序

### 1日
- 瓦倫丁·布里頓（Valentine Britten），83歲，英國圖書管理員。
- 皮埃爾·查頓（Pierre Charton），81歲，法國賽車手。
- 羅薩里奧·庫圖爾（Rosario Couture），80歲，加拿大冰球運動員。
- Cahir Davitt，91歲，愛爾蘭法官。
- 湯米·法爾，72歲，威爾士拳擊手。[1]
- 格哈德·梅德爾·格哈德森，73歲，挪威經濟學家。
- 查理斯·哈恩，92歲，德國奧林匹克賽艇運動員（1920 年）。
- 肯·霍利（Ken Holley），66歲，美式橄欖球運動員。
- 馬塞爾·利布曼（Marcel Liebman），56歲，比利時政治學家。
- 威廉·莫迪薩內，62歲，南非作家。
- Harvey H. Nininger，99歲，美國隕石學家。
- 撒母耳·羅珀（Samuel Roper），90歲，美國三K黨人和執法人員。
- 厄尼·羅斯泰克（Ernie Rosteck），63歲，美式足球運動員。
- 延斯·斯蒂芬森（Jens Stefenson），91歲，瑞典海軍軍官和奧林匹克跳水運動員（1912年）。
- 凱薩琳·阿米莉亞·托爾（Katherine Amelia Towle），87歲，美國軍事主任和學術行政人員。[2]
- Luigi Zucchini，70歲，義大利奧林匹克冰球運動員（1936年）。

### 2日
- 喬科·柯林斯（Jocko Collins），80歲，美國籃球教練和棒球球探經紀人。
- 愛琳·奧利弗·德斯特（Eileen Olive Deste），77歲，紐西蘭攝影師。
- 海米·金斯伯格，71歲，美國籃球運動員。
- 弗蘭克·霍桑（Frank W. Hawthorne），85歲，美國法官。
- W. Stuart Helm，77歲，美國政治家，賓夕法尼亞州眾議院議員（1957—1958年、1963—1964年）。[3]
- 愛麗絲·曼，86歲，美國女演員。
- Zafer al-Masri，45-46歲，巴勒斯坦政治家，被槍殺。
- William D. Mullins，54歲，美國棒球運動員和政治家，馬薩諸塞州眾議院議員（自 1977 年起），癌症。
- 雅各·內桑森（Jacob P. Nathanson），85歲，俄羅斯出生的美國政治家，紐約州議會議員（1927—1933年）。
- 切薩雷·波拉科，85歲，義大利演員。
- 埃德蒙·波特（Edmund Port），80歲，美國法官。
- 吉米·雷諾茲，65歲，美國棒球運動員。
- 瑪格麗特·特裡斯特，71歲，澳大利亞作家。

### 3日
- 彼得·卡佩爾，73歲，德國演員。
- 保羅·卡斯特納，89歲，美國棒球運動員。
- 戈登·柯林斯，71歲，英國板球運動員。
- Winfield S. Cunningham，86歲，美國海軍上將。[4]
- Léonard Daghelinckx，85歲，比利時奧林匹克自行車運動員（1920年、1924年）。
- Charles A. Halleck，85歲，美國政治家，美國眾議院議員（1935—1969年）。[5]
- 恩斯特·柯尼希（Ernst König），77歲，德國將軍。
- 大衛·麥金多，68歲，英國板球運動員。
- 德米特里·普罗托波波夫，88歲，蘇聯塔吉克政治家。
- Mohinder Singh Randhawa，77歲，印度歷史學家和農業學家。

### 4日
- 阿奇博爾德·查理斯·巴林頓，79歲，紐西蘭和平活動家。
- 丁玲，81歲，中國作家。
- Hans Gillesberger，76歲，奧地利合唱團指揮。
- 霍華德·格林菲爾德（Howard Greenfield），49歲，美國詞曲作者（《Love Will Keep Us Together》、《（Is This the Way to） Amarillo》、《Everybody's Somebody's Fool》）、愛滋病。[6]
- 弗朗齊歇克·霍赫曼，81歲，捷克斯洛伐克足球運動員。
- Albert L. Lehninger，69歲，美國生物化學家。
- 愛德華·麥克利薩特（Edward MacLysaght），98歲，英國-愛爾蘭系譜學家。
- 理查·曼努埃爾，42歲，加拿大音樂家（樂隊），上吊自殺。[7]
- 列昂尼德·梅什科夫，70歲，蘇聯奧林匹克游泳運動員（1952 年）。
- 喬治·歐文，84歲，加拿大裔美國冰球運動員，中風。[8]
- 柳德米拉·鲁坚科，81歲，蘇聯國際象棋選手。
- 伊莉莎白·斯馬特（Elizabeth Smart），72歲，加拿大作家。
- 約翰·斯賓塞，65歲，英國政治家，國會議員（自 1970 年起）。

### 5日
- Necati Çelim，76-77歲，土耳其政治家。
- 弗朗西斯卡·克勞森，87歲，丹麥畫家。
- 比阿特麗斯·森特納·大衛森（Beatrice Centner Davidson），76-77歲，加拿大建築師。
- 艾米麗·本頓·弗裡斯，91歲，美國電影製片人。
- 泰迪·霍德，90歲，巴巴多斯板球運動員。
- 巴茲爾·麥克法蘭爵士，88歲，北愛爾蘭政治家。
- 乔治·威尔逊，77歲，美國工業設計師。[9]
- 伯納德·羅，81歲，英國奧林匹克摔跤手（1924 年、1928 年）。
- Veikko Ruotsalainen，77歲，芬蘭奧林匹克滑雪運動員（1928 年）。
- 喬治·史密斯，71歲，美式橄欖球運動員。
- 赫爾穆特·蒂利克（Helmut Thielicke），77歲，德國神學家。
- 被行刑隊處決的著名奈及利亞士兵：
  - 丹尼爾·巴米德爾，36-37歲。
  - 穆薩·比蒂昂
  - 瑪曼·吉亞·瓦察，45歲。

### 6日
- Madhavrao Bagal，90歲，印度作家和社會活動家。
- 羅伯特·貝特森，73歲，英國皇家空軍飛行員。
- 傑克·賓德（Jack Binder），83歲，美國漫畫家。
- 埃米利奧·德·布里加德·奧爾蒂斯（Emilio de Brigard Ortiz），97歲，哥倫比亞羅馬天主教主教。
- 埃裡克·布朗，61歲，蘇格蘭高爾夫球手，中風。
- 阿道夫·凱撒，52歲，美國演員（《士兵的故事》、《紫色》），心臟病發作。[10]
- Georgia O'Keeffe，98歲，美國畫家。[11]
- 奧蘭多·帕拉迪諾·奧蘭迪尼，81歲，義大利雕塑家。
- Vahram Papazyan，93歲，奧斯曼裔美國奧運選手（1912 年）。
- 傑里·保爾森（Jerry Paulson），50歲，美國籃球運動員。
- 伊斯特萬·佩萊，78歲，匈牙利奧林匹克體操運動員（1932 年）。
- Max Shacklady，67歲，英國奧林匹克拳擊手（1948 年）。
- 小羅伯特·埃利爾·斯特勞布裡奇（Robert Early Strawbridge Jr.），89歲，美國馬球運動員。[12]
- 喬治·索恩維爾，87歲，英國足球運動員。
- 朱光潜，88歲，中國文學家。

### 7日
- Emma Baron，81歲，義大利女演員。
- 奧林·布萊克威爾（Olin G. Blackwell），71歲，美國監獄長（惡魔島）。[13]
- 查理斯·卡特洛，78歲，英國板球運動員。
- Wal Cherry，53歲，澳大利亞戲劇導演，心臟病。
- 賈科莫·迪·塞尼，66歲，義大利奧林匹克拳擊手（1948 年、1952 年）。
- 羅伯特·豪蘭，80歲，英國奧運會鉛球運動員（1928 年）。
- 卡梅爾·漢弗萊斯，76歲，愛爾蘭動物學家。
- 雅各·賈維茨，81歲，美國政治家，美國眾議院議員（1947—1954年）和參議院議員（1957—1981年），肌萎縮側索硬化症。[14]
- 亨利·哈裡森·梅斯（Henry Harrison Mayes），88歲，美國傳教士。
- 伯特·梅茨格（Bert Metzger），77歲，美式橄欖球運動員。
- 吉米·摩爾，82歲，美國棒球運動員。

### 8日
- 維克多·博爾吉，73歲，瑞士奧林匹克滑雪運動員（1948 年）。
- 陳曾熙，62-63歲，香港房地產企業家。
- 休伯特·費希特，50歲，德國小說家，愛滋病。
- Kaarlo Halttunen，76歲，芬蘭演員。
- Hans Knecht，72歲，瑞士賽車手。
- 摩西·馬比達（Moses Mabhida），62歲，南非政治家，心臟病發作。
- Kersti Merilaas，72歲，蘇聯愛沙尼亞詩人。
- 傑基·莫頓，71歲，英國足球運動員。

### 9日
- André Barbeau，54歲，加拿大神經學家。
- 內德·卡爾默，78歲，美國記者。
- 亞歷克斯·卓別林，94歲，蘇格蘭足球運動員。
- 詹姆斯·克倫普，87歲，美國棒球運動員。
- 約瑟夫-萊昂·德斯利埃（Joseph-Léon Deslières），92歲，加拿大政治家。
- 維克多·福爾吉特，69歲，加拿大政治家。
- Joe A. Griffiths，75-76歲，馬爾他足球運動員。
- Hannah Kudjoe，67歲，迦納政治活動家。
- 約翰·麥克萊恩，85歲，英國板球運動員。
- 伊格納克·莫納爾，84歲，匈牙利足球運動員。
- 安東尼·奧特（Anthony Otter），89歲，英國聖公會主教。
- 亞瑟·魯德，59歲，美國政治家，佛羅里達州眾議院議員（1966—1976年）。[15]
- 邁克爾·斯特朗格，27歲，丹麥詩人，秋天。

### 10日
- 沃爾特·布蘭肯伯格（Walter Blankenburg），82歲，德國讚美詩學家。
- 萊瑟姆·卡斯爾（Latham Castle），86歲，美國法官。
- 賽杜·西索霍（Seydou Cissokho），56歲，塞內加爾政治家。
- Myron Cohen，83歲，俄羅斯出生的美國喜劇演員，心臟病發作。[16]
- 弗雷德·唐納，89歲，美國棒球運動員。
- 海因茨·艾默裡奇，78歲，德國足球運動員。
- E. Gwyndaf Evans，73歲，威爾士詩人。
- 阿拉姆·海加茲（Aram Haigaz），85歲，亞美尼亞裔美國作家。[17]
- 馬格努斯·科爾科德·赫林（Magnus Colcord Heurlin），90歲，美國畫家。
- 喬治·霍斯伯格，75歲，蘇格蘭橄欖球運動員。
- 露絲·阿加莎·霍頓（Ruth Agatha Houghton），76歲，美國護士。
- Yaakov Kamenetsky，95歲，俄裔美國拉比。[18]
- 弗朗茨·卡拉塞克（Franz Karasek），61歲，奧地利政治家。
- 多米尼克·萊格（Dominica Legge），80歲，英國語言學家。
- 雷格·曼寧，80歲，美國漫畫家。
- Lew Mathe，70歲，美國橋牌運動員。
- Ray Milland，79歲，威爾士裔美國演員（《失落的週末》、《小偷》、《叢林公主》），肺癌。[19]
- 伊莉莎白·夢露，81歲，英國歷史學家。
- 愛默生·諾頓，85歲，美國奧林匹克運動員（1924 年）。

### 11日
- 維克多·安卡爾克羅納，89歲，瑞典奧林匹克馬術運動員（1924 年、1928 年）。
- Ari Ankorion，77歲，俄以政治家。
- 派特·巴羅，71歲，愛爾蘭足球運動員。
- Mai Clifford，72歲，愛爾蘭工會成員。
- 喬治-彼得·埃德爾（Georg-Peter Eder），65歲，德國王牌飛行員。
- 亨利·弗蘭德利德（Henry Friendly），82歲，美國法官，吸毒過量自殺。[20]
- 里卡多·弗里奧內，75歲，烏拉圭足球運動員。
- Lurline Hook，70-71歲，澳大利亞潛水夫。
- 謝爾曼·肯特（Sherman Kent），82歲，美國情報分析師和歷史學家。[21]
- Heinrich Lützenkirchen，76歲，德國政治家。
- Giuseppe Moruzzi，75歲，義大利神經科學家。
- 赫伯特·朗格，73歲，德國奧林匹克拳擊手（1936 年）。
- Shwe Done Bi Aung，80歲，緬甸電影製作人。
- Heinz Eberhard Strüning，89歲，德國畫家。
- 桑尼·特裡（Sonny Terry），74歲，美國藍調音樂家。[22]
- 蜜雪兒·范·瓦倫伯格，66歲，比利時足球運動員。
- 昂斯洛·惠特福德，62歲，紐西蘭板球運動員。
- 瓦茨拉夫·扎瓦扎爾，65歲，捷克奧林匹克射擊運動員（1960 年）。

### 12日
- 露絲·艾布拉姆斯，73-74歲，美國畫家。
- 珀西·伯奇內爾（Percy Birtchnell），75歲，英國歷史學家，心臟病發作。
- 理查·德克萊克，86歲，比利時政治家。
- 弗雷德·漢考克，67歲，美國棒球運動員。
- Claude L. Harrison，99歲，加拿大政治家。
- 邦克·希爾，44歲，美國音樂家。
- Thure Johansson，73歲，瑞典奧林匹克摔跤手（1948 年）。
- 尼娜·卡齊爾，71歲，波蘭裔以色列社交名媛，第一夫人（1973—1978年）。
- 詹姆斯·莫裡斯·斯科特，79歲，英國作家和探險家。
- Soedjono Hoemardani，67歲，印尼將軍，內出血。
- Frank W. Tomasello，86歲，美國法官。

### 13日
- 傑克·布魯頓，82歲，英國足球運動員。
- 霍華德·卡梅隆（Howard W. Cameron），70歲，美國政治家。
- Andy Chisick，69歲，美式橄欖球運動員。
- 羅伯特·庫里爾，90歲，法國生物學家。
- 阿爾瓦羅·法亞德（Álvaro Fayad），39歲，哥倫比亞遊擊隊領袖（4月19日運動），被槍殺。[23]
- Jesse A. Fernández，60歲，古巴藝術家。
- Eugen Gerstenmaier，79歲，德國政治家。[24]
- 傑克·哈威，78歲，美國政治家。
- 艾倫·赫克托，46歲，南非板球運動員。
- 胡文日，80歲，越南醫生。
- S. Kanapathipillai，86歲，斯裡蘭卡作家。
- 約瑟夫·庫查什，84歲，捷克斯洛伐克足球運動員。
- Angelo Litrico，58歲，義大利時裝設計師。
- 唐納德·馬內斯（Donald Manes），52歲，美國政治家，刺身自殺。[25]
- 菲利克斯·舍夫勒（Felix Scheffler），71歲，德國士兵。
- 愛琳·塔爾梅，83歲，美國記者。
- 杰克·华纳，82歲，美國棒球運動員。
- 沃爾特·魏道爾（Walter Weidauer），86歲，德國政治家。

### 14日
- KC Abraham，87歲，印度政治家。
- 哈羅德·阿林（Harold Arlin），90歲，美國電臺播音員和工程師。[26]
- Ed Aspatore，76歲，美式橄欖球運動員。
- 伊迪絲·阿特沃特，74歲，美國女演員，癌症。[27]
- 伯特蘭·哈裡斯·布朗森（Bertrand Harris Bronson），83歲，美國學者。
- 詹姆斯·文森特·凱西（James Vincent Casey），71歲，美國羅馬天主教主教。
- Kálmán Cseh von Szent-Katolna，93歲，匈牙利奧林匹克馬術運動員（1928 年）。
- 約翰·富爾頓，富爾頓男爵，83歲，英國學術管理人員。
- 尼羅·霍維，79歲，美國單簧管演奏家和音樂學家。
- Harald Leth，87歲，丹麥畫家。
- 何塞·羅伊（Jose Roy），81歲，菲律賓政治家。
- Kodardas Kalidas Shah，77歲，印度政治家。
- 塞爾瓦斯·塞隆，67歲，南非王牌飛行員。
- 休·惠爾頓爵士，69歲，威爾士廣播員，癌症。
- 奧黛麗·威廉姆森，72歲，英國作家。

### 15日
- 馬丁·庫珀，76歲，英國音樂學家。
- 雷蒙德·菲力浦·埃特爾多夫（Raymond Philip Etteldorf），74歲，美國羅馬天主教主教。
- 亞歷山大·朱加魯，88歲，羅馬尼亞演員。
- 亨德里克·格雷文斯坦（Hendrik Greyvenstein），69歲，南非士兵。
- 沃爾特·倫凱特（Walter Lenkeit），85歲，德國獸醫。
- 呂炳川，56歲，臺灣音樂學家。
- Rupert G. Miller，53歲，美國統計學家，淋巴瘤。
- 米格爾·達里奧·米蘭達·戈麥斯，90歲，墨西哥羅馬天主教樞機主教。
- 比爾·巴頓，73歲，美國棒球運動員。
- Pandelis Prevelakis，77歲，希臘作家。
- Ramón S. Sabat，83-84歲，古巴藝術家。
- Andrew J. Santaniello Jr.，59歲，美國政治家，康涅狄格州參議院議員（自 1983 年起）。[28]
- 亨利·斯金納爵士，59歲，英國大律師。

### 16日
- Abdurrahman Baswedan，77歲，印尼外交官。
- 派特·卡羅爾，30歲，愛爾蘭跨欄運動員。
- Lalit Kumar Doley，58歲，印度政治家。
- 喬治·傑克遜，64歲，英國動畫師。
- Hans Kloss，80歲，奧地利銀行經理和律師。
- Jean Letourneau，78歲，法國政治家。
- 約翰·尼科爾森爵士，第三代男爵，82歲，英國外科醫生。
- 米哈爾·普里夫蒂，67歲，阿爾巴尼亞政治家。
- 奧弗里·林德菲爾德·羅伯茨，87歲，英國將軍。
- 莫特扎·哈裡·亞茲迪（Morteza Haeri Yazdi），69歲，伊朗什葉派神職人員。

### 17日
- 愛德華·喬丹·迪莫克（Edward Jordan Dimock），96歲，美國法官。[29]
- 約翰·貝格特·格魯布，88歲，英國將軍。
- 彼得·利恩哈特，58歲，英國人類學家。
- 克拉倫斯·萊斯特（Clarence D. Lester），63歲，美國戰鬥機飛行員。
- 珍妮特·賽百靈·勞瑞（Janette Sebring Lowrey），94歲，美國作家（《Poky Little Puppy》）。
- 戴夫·麥考密克，42歲，美式橄欖球運動員。
- Heinz Nixdorf，60歲，德國計算機工程師（Nixdorf Computer）。
- 雷蒙多，第二代杜伊諾堡公爵，79歲，義大利世襲貴族。
- 詹姆斯·舒勒（James Shuler），26歲，美國拳擊手，交通事故。[30]
- 阿恩·蘇爾坦（Arne Sultan），60歲，美國電影製片人。
- 埃裡克·聖約翰斯頓爵士，75歲，英國警員。
- 伊戈爾·采洛瓦爾尼科夫，42歲，蘇聯奧林匹克自行車運動員（1968 年、1972 年）。
- David Dortch Warriner，57歲，美國法官，心臟病發作。[31]
- 格哈德·韋伯，76歲，德國建築師。
- 莫裡斯·揚格爵士，86歲，英國動物學家。

### 18日
- Ludvík Aškenazy，65歲，捷克斯洛伐克作家。
- Janina Brzostowska，88歲，波蘭作家。
- Rolf Daleng，56歲，挪威舞蹈家和編舞家。
- 赫爾穆特·雅恩（Helmut Jahn），68歲，德國足球運動員。
- 伯纳德·马拉默德（Bernard Malamud），71歲，美國小說家（《自然》（The Natural））。[32]
- 鮑勃·波爾克，71歲，美國籃球教練。

### 19日
- 伊莉莎白·巴克（Elisabeth Barker），75歲，英國歷史學家和記者。
- 林登·卡梅隆，68歲，澳大利亞士兵和政治家。
- 亨利·庫爾特曼奇，69歲，加拿大政治家。
- 喬恩·洛默（Jon Lormer），79歲，美國演員，癌症。[33]
- 諾曼·麥凱克恩，86歲，愛爾蘭奧運選手（1924 年、1928 年）。
- 馬里烏斯·桑德伯格，89歲，荷蘭足球運動員。
- Júlia Székely，79歲，匈牙利作家。
- Niyom Thongchit，76-77歲，泰國拳擊教練。
- 羅伯特·多爾西·沃特金斯（Robert Dorsey Watkins），85歲，美國法官。

### 20日
- 安東尼奧·卡里略·弗洛雷斯（Antonio Carrillo Flores），76歲，墨西哥政治家。
- 毛里西奧·德拉塞爾納（Mauricio de la Serna），83歲，墨西哥電影製片人。
- 約翰·約瑟夫·多爾蒂，78歲，美國羅馬天主教主教。
- 湯姆·蓋爾，73歲，澳大利亞足球運動員。
- 佩里·傑克遜（Perry B. Jackson），90歲，美國法官。
- 小西健一，77歲，日本奧運會曲棍球運動員（1932 年）。
- Samson Kutateladze，71歲，蘇聯流體動力學家。

### 21日
- 雷蒙德·伯克，81歲，美國單簧管演奏家。
- 德里克·法爾，74歲，英國演員（《水壩剋星》）。
- 霍斯特·費舍爾，55歲，德國小號手。
- Chris Koch，58歲，南非橄欖球運動員。
- Medardo Lamberti，95歲，義大利奧林匹克賽艇運動員（1928 年）。
- 托比·羅賓斯，55歲，加拿大女演員，乳腺癌。

### 22日
- 哈麗埃特·辛普森·阿諾（Harriette Simpson Arnow），77歲，美國作家。[34]
- John W. Bricker，92歲，美國政治家，俄亥俄州州長（1939—1945年），美國參議院議員（1947—1959年）。[35]
- Sydney Checkland，69歲，加拿大裔英國經濟學家。
- 奧利弗·迪林，67歲，美國女演員，癌症。[36]
- 馬克·丁寧，52歲，美國歌手（“Teen Angel”），心臟病發作。[37]
- 鄧尼斯·蓋斯（Denys Gaith），76歲，敘利亞希臘天主教主教。
- 瑪麗特·哈爾塞特，73歲，挪威女演員。
- 馬丁·哈林豪森，84歲，德國將軍。
- 霍華德·哈裡斯，74歲，美國喜劇作家。
- 吉米·鐘斯（Jimmy Jones），73歲，英國網球運動員。
- 蜜雪兒辛多納（Michele Sindona），65歲，義大利銀行家、黑幫分子和被定罪的重罪犯，氰化物中毒自殺。[38]
- 查理斯·斯塔雷特，82歲，美國演員，癌症。[39]
- 赫尔穆特·沃尔夫，79歲，德國神秘學家。

### 23日
- René Cornu，56歲，法國奧林匹克游泳運動員（1948 年）。
- 里奧·德·蓋爾爵士，64歲，格林納達政治家、總督（1974—1978年）。
- 摩西·范斯坦（Moshe Feinstein），91歲，俄裔美國拉比。[40]
- 艾蒂安·馬特勒，80歲，法國足球運動員。
- 沃爾特·默頓爵士，80歲，英國皇家空軍軍官。
- 露絲·蘇（Ruth L. Saw），84歲，英國哲學家。
- 列夫·斯米爾諾夫（Lev Smirnov），74歲，蘇聯法官。
- 約瑟芬·斯內德，86歲，美國政治家。
- 斯坦利·斯蒂芬斯，73歲，澳大利亞政治家。
- 維奧拉·溫特（Viola S. Wendt），78歲，美國詩人。
- 阿納斯塔西婭·祖耶娃，89歲，蘇聯女演員。

### 24日
- 特奧菲洛·卡瓦略·多斯桑托斯，79歲，葡萄牙政治家。
- 沃爾特·科爾巴斯，80歲，美國奧林匹克跳水運動員（1928 年）。
- 莎拉·坎寧安，67歲，美國女演員。
- 安德斯·達爾葛籣，60歲，瑞典政治家。
- L. Harold DeWolf，81歲，美國神學家。
- 韋斯利·弗格森，63-64歲，美國植物學家。
- 洛伊·亨德森（Loy W. Henderson），93歲，美國外交官。[41]
- 戈登·霍金，66歲，澳大利亞足球運動員。
- 埃德蒙·勒克莱尔，74歲，法國奧林匹克籃球運動員（1936 年）。
- 邁克爾，黑山親王，77歲，黑山王室成員，彼得羅維奇-涅戈什家族的首領（自 1921 年起）。
- 迪米特裡耶·納伊達諾維奇，88歲，南斯拉夫神學家。
- Krzysztof Mikołaj Radziwiłł，87歲，波蘭政治家。
- 歐內斯特·羅格斯，78歲，法國奧林匹克水球運動員（1928 年）。
- 毛里西奧·西羅茨基·索布里尼奧（Maurício Sirotsky Sobrinho），60歲，巴西企業高管和記者，心臟驟停。
- 約瑟夫·祖肯，73歲，加拿大政治家。

### 25日
- 黛西·培根（Daisy Bacon），87歲，美國雜誌出版商。[42]
- 格洛麗亞·布朗德爾，70歲，美國女演員，癌症。
- 沃倫·博克溫克爾，74歲，美國職業摔跤手。
- 喬治·切哈諾夫斯基，93歲，俄裔美國歌手。[43]
- 喬治·格蘭特，83歲，美國棒球運動員。
- 埃迪·麥卡特（Eddie McAteer），71歲，北愛爾蘭政治家。
- 艾倫·麥克哈迪，71歲，澳大利亞足球運動員。
- Norayr Mnatsakanyan，63歲，蘇聯亞美尼亞歌手。
- Jean van Heijenoort，73歲，法裔墨西哥數學歷史學家。[44]
- 賽夫丁·祖赫里（Saifuddin Zuhri），66歲，印尼政治家。

### 26日
- 梅爾·博塞爾，72歲，美國棒球運動員。
- 陈永贵，71歲，中國政治家，副總理（1975—1980年），肺癌。[45]
- 安德魯·弗裡斯，73歲，英國畫家。
- 安東尼·盧卡斯（Anthony T. Lucas），74-75歲，愛爾蘭考古學家。
- 托尼·帕納西翁，77歲，美式橄欖球運動員。
- 佩德羅·普恩特，78歲，秘魯奧林匹克射擊運動員（1960 年、1964 年）。
- 巴特利特·羅賓遜，73歲，美國演員，癌症。[46]

### 27日
- Abdul Hai Arifi，87-88歲，巴基斯坦伊斯蘭學者和藥理學家。
- 卡斯·坎菲爾德，88歲，美國出版商。
- 達德利·科克爾，78歲，英國板球運動員。
- 哈羅德·哈丁爵士，86歲，英國土木工程師。
- 池田正之辅，88歲，日本政治家，腎功能衰竭。
- 理查·傑蘭特·裡斯（Richard Geraint Rees），78歲，英國法官。
- 朱利安·罗斯福，61歲，美國奧林匹克帆船運動員（1952 年），肝癌。[47]
- 康斯坦丁·斯坦丘，78歲，羅馬尼亞足球運動員。
- 小阿爾伯特·泰特（Albert Tate Jr.），65歲，美國法官。

### 28日
- Abdul Hakeem Chowdhury，61歲，孟加拉國政治家。
- 奧利弗·克羅克福德（Oliver E. Crockford），92-93歲，加拿大政治家。
- 霍華德·福特，80歲，英國奧林匹克運動員（1928 年）。
- 佛吉尼亞·吉爾摩，66歲，美國女演員，慢性阻塞性肺病。[48]
- 諾曼·希爾伯里，87歲，美國物理學家，流感。[49]
- Mahsum Korkmaz，29-30歲，土耳其庫爾德激進分子，被槍殺。
- 奧勒·諾德伯格，80歲，瑞典畫家。
- 古斯塔夫·溫科茨，73歲，德國奧林匹克跳高運動員（1936 年）。

### 29日
- 傑西·克洛斯，78歲，美國奧運選手（1928 年）。
- Haane Manahi，72歲，紐西蘭士兵，交通事故。
- William D. Murray，77歲，美國大學田徑教練。[50]
- Steere Noda，93-94歲，美國政治家和律師。
- Harry Ritz，78歲，美國喜劇演員，肺炎。[51]

### 30日
- Helga Anders，38歲，奧地利女演員，心力衰竭。
- 赫爾曼·布盧門撒爾（Herman A. Blumenthal），69歲，美國美術指導。
- 詹姆斯·卡格尼，86歲，美國演員（《骯髒面孔的天使》、《洋基塗鴉花花公子》、《愛我或離開我》），心臟病發作。[52]
- 約翰·西亞爾迪，69歲，美國詩人和翻譯家。
- 遠藤康子，17歲，日本歌手，跳樓自殺。
- 老詹姆斯·鐘斯（James L. Jones Sr.），73歲，美國士兵。
- 艾倫·米森（Alan Missen），60歲，澳大利亞政治家，心臟病發作。
- Jean Vigoureux，78歲，法裔美國藝術家。
- 比阿特麗斯·懷特，83歲，英國文學學者。

### 31日
- 理查·奧爾德裡奇，83歲，美國戲劇製作人。
- Andrew Fekete，31歲，英國藝術家，呼吸衰竭。
- P. Gopalan，79歲，印度政治家。
- 雷·格林伍德，88歲，美國政治家。
- O'Kelly Isley Jr.，48歲，美國歌手（The Isley Brothers），心臟病發作。[53]
- Adam Kossowski，80歲，波蘭裔英國藝術家。
- 艾倫·勞埃德（Alan Lloyd），43歲，美國作曲家，愛滋病。
- 傑里·帕裡斯，60歲，美國演員（《迪克·范戴克秀》）和電視導演（《快樂時光》），腦癌。[54]